# بر أفتاب سيلاب (زيلايي)
بر أفتاب سیلاب (بالفارسية: برآفتاب سیلاب) هي قرية تقع في إيران في قسم زیلایی الريفي. يقدر عدد سكانها بـ 42 نسمة بحسب إحصاء 2016.